# Heinrich Sprick

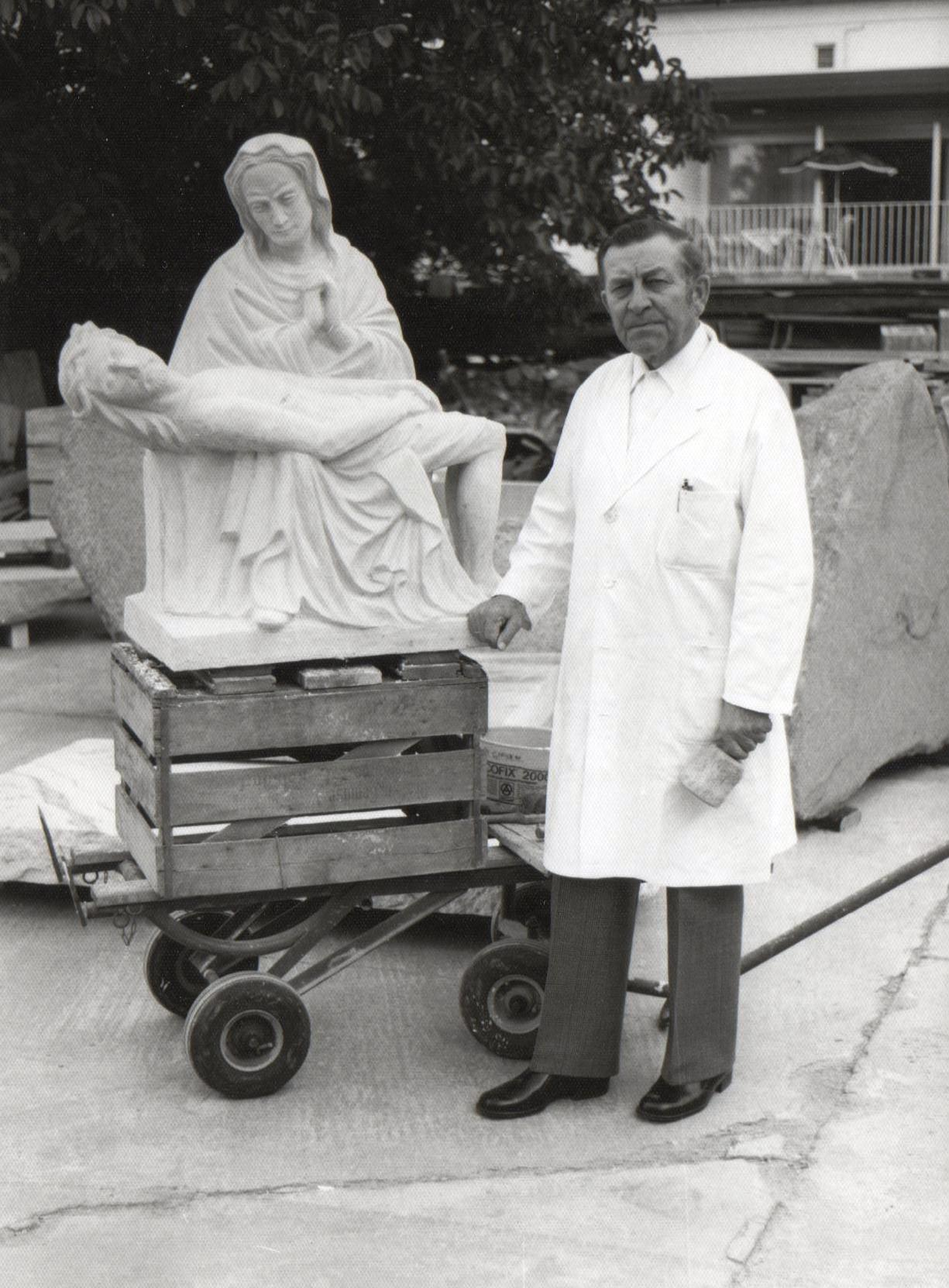
Heinrich Sprick mit Pietà

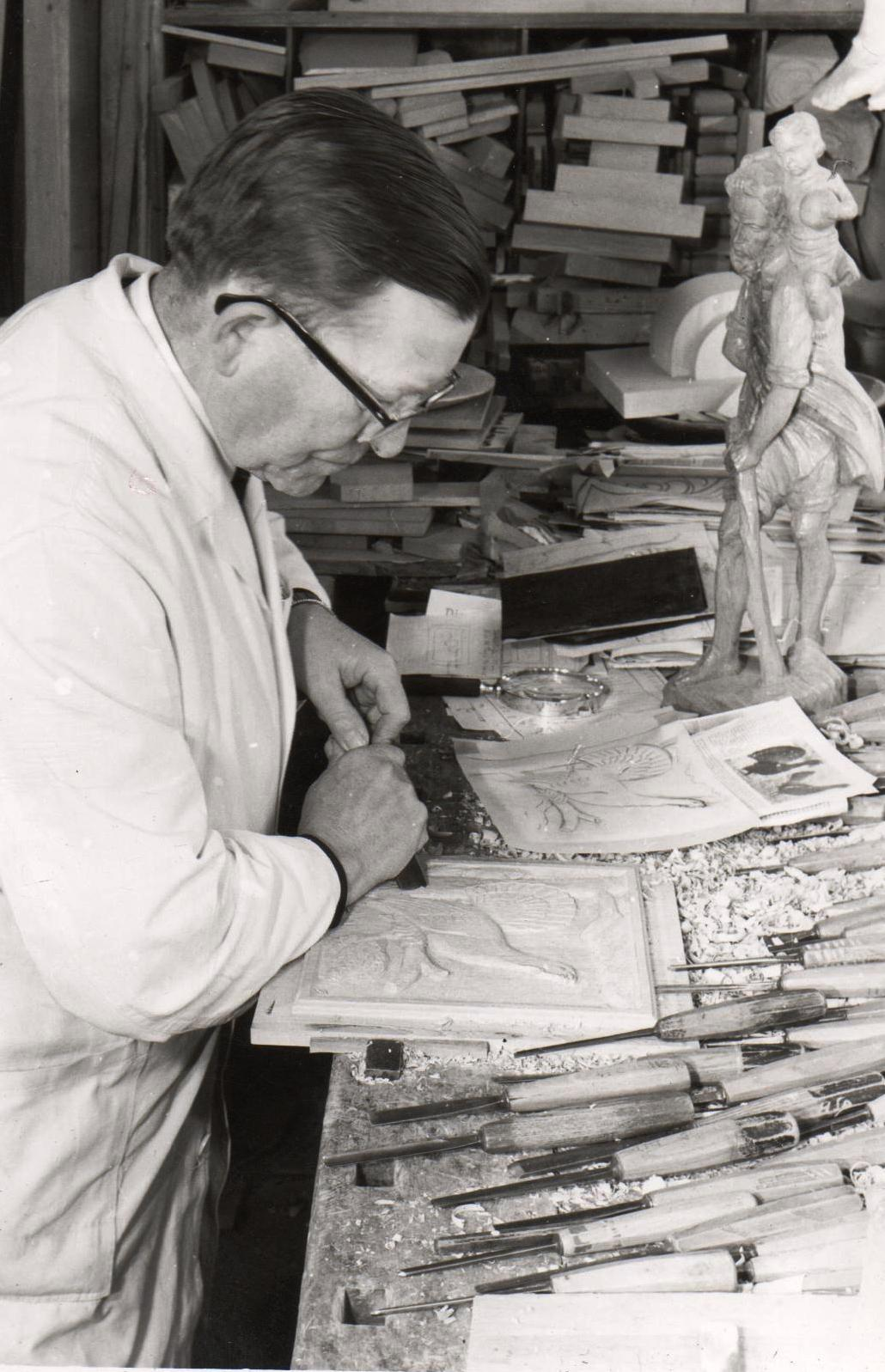
Heinrich Sprick in der Werkstatt

Heinrich Sprick (* 4. Juni 1910 in Mönninghausen, Kreis Soest, früher Kreis Lippstadt; † 24. Januar 1979 in Münster) war ein bedeutender Holz- und Steinbildhauer in Westfalen.

## Leben
In seiner Lehre bei der Firma August Ververs Holzbildhauerei in Lippstadt erlernte er von 1924 bis 1928 den Beruf des Holz- und Steinbildhauers. Von 1930 bis 1933 besuchte er die Kunstgewerbeschule in Dortmund. Nach der Meisterprüfung 1934 war er zunächst in Mönninghausen als Holzbildhauer tätig. 1937 verlegte er seine Firma nach Erwitte, wo er die Holz- und Steinbildhauerei Sprick am Hellweg aufbaute. Hier wirkte Heinrich Sprick über 40 Jahre als freischaffender Bildhauer. Nach Ausstellungen in Soest und Münster nahm er 1939 als Mitglied der Reichskammer der Bildenden Künste an der Großen Deutschen Kunstausstellung im Haus der Deutschen Kunst in München teil. In der Zeit des Nationalsozialismus war er ein gefragter Künstler für martialische Kriegerdenkmäler, etwa in Kneblinghausen oder Günne. Nach dem Zweiten Weltkrieg richtete er sich auf sakrale Kunst aus. In der Landesgemeinschaft der rheinisch-westfälischen Krippenfreunde zählte er zu den verdientesten Mitgliedern. 14 Jahre war er Obermeister der Holzbildhauer-Innung Lippstadt, die ihn auf Grund seiner vielfältigen Verdienste zum Ehrenobermeister ernannte. Als Vogelbauer fertigte er zu jedem Schützenfest in Erwitte die Holzadler an. Mit Beginn der 1970er Jahre setzte er zunehmend auf profane statt sakrale Kunst. Er starb nach kurzer, schwerer Krankheit am 24. Januar 1979 in Münster.

## Werke
Heinrich Sprick hatte sich vornehmlich der religiösen Kunst und der Krippendarstellung verschrieben. Zahlreiche Werke in Holz und Stein in Westfalen künden von seinen künstlerischen Fähigkeiten. Zu seinen Werken gehören neben vielen Grabsteinen in Westfalen (Priestergruft auf dem Friedhof in Erwitte, die Grabstätte der Familie Seibel (Friedhof Erwitte), das Holzgrabkreuz für die Familie Zumdick in Steinhausen und der Findling für Pfarrer Josef Nillier in Langeneicke) unter anderem folgende Werke:
- Kriegerdenkmal in Meiste (1933)
- Friedhofskreuz von Harth (1934)
- Die Deutsche Mutter (Holzskulptur, 1935)
- Ehrenmal in Kneblinghausen (1938)
- Ehrenmal in Günne (1938)
- Wanderbursche (Statue, Holz; ausgestellt 1939 auf der Großen Deutschen Kunstausstellung und vom NSDAP-Gauleiter Adolf Wagner erworben)[1]
- Der Bücherwurm (1939)
- Der blinde Orgelspieler (1939)
- „St. Antonius von Padua mit Kind“ (1939) für die Heilige-Dreifaltigkeits-Kirche in Dortmund-Brechten
- Ehrentafel zur Erinnerung an die Gefallenen und Vermissten der Gemeinde Ebbinghausen
- Ehrentafel zur Erinnerung an die Gefallenen und Vermissten der Gemeinde Berenbrock
- „Engel der Verkündung“ (1948) in der Marienkirche zu Lippstadt
- Heiliger Antonius (Holzplastik)
- Heilige Barbara (Holzplastik)
- Heiliger Franziskus (Holzplastik)
- Heiliger Joseph (Holzplastik)
- St. Lucia (Holzplastik)
- St. Thaddeus (Holzplastik)
- St. Vinzenz (Holzplastik)
- Die Bremer Stadtmusikanten (Treppenpfosten)
- Krippe in der Basilika in Werl (1951)
- Krippe in der Franziskaner-Kirche in Ohrbeck (1953)
- Krippe in der Gemeinde Stuckenbusch (1953)
- Brückenfigur „Der Heilige Nikolaus“ (1953) auf der Lippebrücke bei Benninghausen
- Königsstandarte des Männerschützenverein Erwitte 1728 e.V. (1953)
- Albertus-Magnus-Statue (1954) in der Albertus-Magnus-Kirche in Dortmund
- Krippe in Siegen (1961)
- Krippe in Hofolpe (1963)
- Kaminsims im Schloss Schwarzenraben
- Altar der Friedhofskapelle des Grafen von Plettenberg zu Lenhausen
- Ehrenmal in Lipperode (1964)
- Ehrenmal in Mellen
- Ehrenmal in Hofolpe: Pietà
- Königsstandarte des Handwerkerschützenverein Erwitte 1820 e.V. (1968)
- Ehrenmal in Schmedehausen („Die Königin des Friedens – Bitte für uns“)
- Neuer Marktbrunnen für Bad Westernkotten (1969)
- Holztruhen
- Jagdschränke
- Pinguine (Steinplastik)
- Fischbrunnen (Steinplastik)
- Berliner Bären (Steinplastik)
- Bronzerelief (1973) für die Stiftskirche in Obermarsberg
- Die drei Affen (Steinplastik) (1976)
- Madonnenfigur (1976) für den katholischen Kindergarten in Lipperode
- Pieta für die Pfarrkirche St. Peter und Paul in Hattingen